# Кос камењар
Кос камењар (лат. Monticola saxatilis)  је врста мухарица која припада породици Muscicapidae. Раније је био сврставан у породицу Turdidae.

## Таксономија
Коса камењара је формално описао Карл фон Лине у свом 10. издању "Systema Naturаe" 1758. године. Научно име потиче из латинског језика Monticola потиче од mons, montis „планина“ и colere, „боравити“, а специфични епитет saxatilis значи „онај који често посећује стене“, од saxum, „камен“.

## Опис
Кос камењар је средње велика и здепаста птица 17-20 цм дужине. Мужјак у гнездећем перју је непогрешив, са плаво-сивом главом, наранџастим доњим делом тела и спољашњим репним перјем, тамносмеђим крилима и белим леђима. Женке и незрели птице су много мање упечатљиви, са тамносмеђим љускавим горњим делом тела и блеђе смеђим љускавим доњим делом тела. Спољашње репно перје је црвенкасто, као код мужјака.

## Распрострањеност и станиште
Кос камењар се гнезди у јужној Европи преко Централне Азије до северне Кине. Ова врста је јако миграторна, све популације зимују у Африци јужно од Сахаре. Ретко се налази у северној Европи. Њен ареал се донекле смањио на периферији последњих деценија због уништавања станишта, почетком 20. века гнездила се у Краковско-Ченстоховској Јури у Пољској где се данас не јавља, али се не сматра глобално угроженом. Кос камењар је врста се гнезди на отвореним, сувим брдовитим подручјима, обично изнад 1.500 метара надморске висине. Гнезди се у шупљинама стена, полажући 4-5 јаја. Сваштојед је, једе широк спектар инсеката, бобица и малих гмизаваца. Мужјак коса камењара има јасну и мелодичну песму.

## Галерија
- Кос камењар Булман де Дадес, Мароко
- Јаја коса камењара колекцијеа Музеја Висбаден

## Спољашњев везе
- Кос камењар Oiseaux
- Старење и полови (PDF; 1.2 MB) by Javier Blasco-Zumeta & Gerd-Michael Heinze
- Handbook of the Birds of the World
- BirdGuides
- Кос камењар Macaulay Library